# Galleri Galschiøt
Galleri Galschiøt  er et udstillingssted der ligger i udkanten af Odense og på et område på ca. 10.000 m2. Galleri Galschiøt indeholder billedhuggeren Jens Galschiøts værksted, heraf navnet.
Der er adgang til:
- Det arbejdende Kunstværksted: På atelieret kan man se Galschiøt og hans medarbejdere i gang med at opbygge skulptere i alle størrelser. Stedet bugner af  hel og halvfærdige skulpturer og andre interessante ting. Man kan følge processerne i skulptur fremstillingen, fra den første figur i voks til den færdige skulptur i bronze.
- Udstilligshallen /Galleriet: Her kan man opleve.[2] Galschiøt skulpturer og kunsthappeninger. Der er ofte en maleri-udstilling af kunstnere der er tilknyttet værkstedet på væggene. Udover kunst bliver det store galleri, hvor der er plads til over 300 gæster også brugt til koncerter, debatmøder og konferencer[3]. I tilknytning til galleriet er der en lille museums butik med en mindre salgsudstilling af Galschiøts mindre skulpturer og smykker støbt på værkstedet.
- Bronzestøberiet: Hvis man er heldig kan man opleve en bronze- eller sølvstøbning. Støberiet arbejder med støbninger fra ganske få gram op til 400 kg og er et af de få steder i Danmark, hvor man uddanner ædelmetalstøbere..[4]
- Skulpturparken: i forbindelse med opkøb af nogle tilstødende jorder i 1999 blev der oprettet en skulpturpark. Der kan man se nogle af de helt store skulptur gruppe. Parken ligger i direkte forlængelse af galleriet og fungerer også som rekreationsområde for ansatte og gæster.

Galschiøt har lavet skulpturinstallationer mange steder, i verden. Bl.a. opstilling af 22 tonstunge” Min Indre Svinehund” (1993) skulpturer i Europa (ulovlig street art.
). Skamstøtten i Hongkong, Mexico og Brasilien. Hungermarchen (2002), I Guds Navn (2006), The Color Orange (2008). Fundamentalism 2011/12. og det er B.la disse skulpturer man kan se på udstilligsstedet.

## Historie
I 1960'erne blev bygningerne bygget til Næsby Karosserifabrik og fungerede i mange år som et af de største autoværksteder på Fyn. Men i forbindelse med den økonomiske krise sidst i 1990érne måtte fabrikken lukke og bygningerne stod tomme i næste 5år.

## Karosserifabrikken genopstod som kultursted
I 1994 købte billedhuggeren Jens Galschiøt hele fabrikskomplekset og begynde at omdanne det til et kultursted.
Han købte flere af de omkringliggende bygninger og jorder, således at området nu er på ca 10.000 m2 med 3.200 m2 bygninger, hvoraf de fleste bruges til kulturelle aktiviteter og er åbne for offentligheden. 
Der er siden 1994 sket en omfattende forandring af lokalerne og området.
Det er hensigten at lejerne skulle befinde sig inden for kultur, kunst og kommunikation. Stedet indeholder nu foruden Galleri Galschiøt, en skulpturpark, et TV-produktionsselskab. en kunstskole  og et pilefletter værksted.